# Phoradendron ovalifolium
Phoradendron ovalifolium là một loài thực vật có hoa trong họ Santalaceae. Loài này được Urb. miêu tả khoa học đầu tiên năm 1897.